# Paolo Grassi
Paolo Grassi (né à Milan le 30 octobre 1919 et mort à Londres le 14 mars 1981) était un réalisateur et impresario théâtral italien.

## Biographie
Paolo Grassi est né à Milan, il travaille dans des magazines et se découvre une passion pour le théâtre. En 1937 il crée un Bertoldissimo , une œuvre musicale. Il organise la troupe de théâtre Ninchi-Dori-Tumiati et fonde le groupe d'avant-garde Palcoscenico. 
Paolo Grassi était un socialiste. Au cours de la Seconde Guerre mondiale, il est enrôlé dans l'armée puis rejoint le mouvement de résistance italien, notamment en travaillant pour le journal socialiste Avanti!. En 1947, avec Giorgio Strehler, ami et associé, il fonde le Piccolo Teatro di Milano, le premier théâtre civique italien qui a été renommé, en son honneur, Teatro Paolo Grassi.
En 1964, il achète le Teatro San Ferdinando de Naples avec Strehler et le renomme Teatrale Napoletana. De 1972 à 1977, il est directeur du théâtre de La Scala. De 1977 à 1980, il occupe le poste de président de la chaîne de télévision italienne RAI puis devient directeur de la maison d'édition Electa.
Paolo Grassi est mort à Londres en 1981 après une opération au cœur et est enterré au cimetière monumental de Milan. La « Scuola d'arte drammatica Paolo Grassi » (École d'art dramatique Paolo Grassi) de Milan porte son nom.

## Récompenses et distinctions
Chevalier grand croix de l' ordre du Mérite de la République italienneRome, 27 décembre 1976.